# 日本百景
日本百景（にほんひゃっけい）とは、1927年に、大阪毎日新聞社、東京日日新聞社主催、鉄道省後援で日本新八景（日本八景とも）が選定された際に、同時に日本二十五勝とともに選ばれた日本を代表する100の景勝地。

## 日本百景

### 海岸
- 高田松原（岩手県）
- 男鹿半島（秋田県）
- 石巻海岸（宮城県）
- 気仙沼湾（宮城県）
- 新舞子（福島県）
- 松川浦（福島県）
- 鏡ヶ浦（千葉県）
- 江の島（神奈川県）
- 沼津湾（千本松原静浦）（静岡県）
- 笹川流（新潟県）
- 九十九湾（石川県）
- 蒲郡海岸（愛知県）
- 御浜鬼ヶ城（三重県）
- 鳥羽湾（三重県）
- 赤穂御崎（兵庫県）
- 浦富海岸（鳥取県）
- 下津井海岸（岡山県）
- 忠海海岸（広島県）
- 青海島（山口県）
- 室積湾（山口県）
- 鳴門（徳島県）
- 唐津松浦潟（佐賀県）
- 九十九島（長崎県）
- 錦江湾（鹿児島県）

### 湖沼
- 菅沼（群馬県）
- 宍道湖（島根県）
- 加茂湖（新潟県）
- 田沢湖（秋田県）
- 一碧湖（静岡県）
- 洞爺湖（北海道）
- 霞ヶ浦（茨城県）
- 猪苗代湖（福島県）
- 中禅寺湖（栃木県）
- 尾瀬沼（群馬県）

### 山岳
- 鳥海山（秋田県・山形県）
- 霊山（福島県）
- 筑波山（茨城県）
- 赤城山（群馬県）
- 妙義山（群馬県）
- 清澄山（千葉県）
- 高尾山（東京都）
- 駒ヶ岳（山梨県・長野県）
- 朝熊山（三重県）
- 大台ヶ原山（奈良県）
- 信貴山（奈良県）
- 雪彦山（兵庫県）
- 淡路先山（兵庫県）
- 大山（鳥取県）
- 千光寺山（広島県）
- 石槌山（愛媛県）
- 英彦山（福岡県・大分県）
- 霧島山（宮崎県・鹿児島県）

### 河川
- 阿賀川（新潟県）
- 富士川（静岡県）
- 保津川（京都府）
- 宇治川（京都府）
- 古座川（和歌山県）
- 江川（島根県）
- 川上川（佐賀県）

### 渓谷
- 層雲峡（北海道）
- 猊鼻渓（岩手県）
- 長瀞（埼玉県）
- 奥多摩渓谷（東京都）
- 奥裾花渓谷（長野県）
- 恵那峡（岐阜県）
- 帝釈峡（広島県）
- 三段峡（広島県）
- 長門峡（山口県）
- 祖谷渓（徳島県）
- 大歩危 小歩危（徳島県）
- 寒霞渓（香川県）
- 面河渓（愛媛県）
- 耶馬渓（大分県）
- 神都高千穂峡（宮崎県）

### 瀑布
- 木曽田立滝（長野県）
- 富士白糸滝（静岡県）
- 赤目四十八滝（三重県）
- 箕面滝（大阪府）
- 神庭滝（岡山県）
- 王余魚の滝（轟の滝）（徳島県）
- 魚住滝（大分県）

### 温泉
- 登別温泉（北海道）
- 花巻温泉（岩手県）
- 青根温泉（宮城県）
- 東山温泉（福島県）
- 伊東温泉（静岡県）
- 山中温泉（石川県）
- 和倉温泉（石川県）
- 片山津温泉（石川県）
- 芦原温泉（福井県）
- 三朝温泉（鳥取県）
- 嬉野温泉（佐賀県）

### 平原
- 八ヶ岳平原（山梨県）
- 姥捨（長野県）
- 日本平（静岡県）
- 富士駿州裾野（静岡県）
- 兎和野原（兵庫県）
- 秋吉台（山口県）
- 久住高原（大分県）
- 飯田高原（大分県）